# 打勞鹿
打勞鹿（印尼語：Monterado）又稱鹿邑、鹿邑大港、門特拉度，是印度尼西亞西加里曼丹省孟加影縣下轄的一個鎮，位於該縣西部，東接白芒頭鎮，東南鄰喃吧哇縣Sadaniang鎮、萬那縣上喃吧哇鎮的小部分，南連札加拉鎮，西南接雙溪拉雅群島鎮，西鄰山口洋市南山口洋區，北連山口洋市東山口洋區，東北鄰Lembah Bawang鎮。

## 歷史
18世紀打勞鹿鎮是婆羅洲島上在三發蘇丹國的金礦開採中心。1740年喃吧哇王國君主奧普·達英·美南文首次的引進曾在汶萊帝國工作的20名華人，後來在喃吧哇王國地區的東萬律（今萬那縣東萬律鎮）建立了金礦，並僱用了那些華人。金礦開業幾年之後越來越發展，1750年三發蘇丹國第四任蘇丹、蘇丹阿布巴卡爾·卡瑪魯丁首次的引進來自廣東的華人到三發蘇丹國地區的打勞鹿（今孟加影縣打勞鹿鎮）建立金礦，並僱用那些華人。

## 行政區劃
2002年由白芒頭鎮分出打勞鹿鎮，目前此鎮轄有11個村。
- 新榕村
- Gerantung
- Goa Boma
- Jahandung
- Mekar Baru
- 打勞鹿村
- Nek Ginap
- 蘭斗村
- Sendoreng
- Serindu
- Siaga